# Stora Lökskär
Stora Lökskär este o arie protejată (arie de protecție specială avifaunistică — SPA) din Finlanda întinsă pe o suprafață de 84,66 ha, integral pe uscat.

## Localizare
Centrul sitului Stora Lökskär este situat la coordonatele 59°58′53″N 20°01′25″E / 59.981389°N 20.023611°E.

## Înființare
Situl Stora Lökskär a fost declarat arie de protecție specială avifaunistică în iunie 1997 pentru a proteja 4 specii de animale.

## Biodiversitate
Situată în ecoregiunea boreală, aria protejată conține 1 habitat natural: Insulițe și insule mici din Baltica boreală.
La baza desemnării sitului se află mai multe specii protejate de  păsări (4): bătăuș (Calidris pugnax), chiră de baltă (Sterna hirundo), Sterna paradisaea, fluierar de mlaștină (Tringa glareola).
Pe lângă speciile protejate, pe teritoriul sitului au mai fost identificate 4 specii de păsări.